# 스파이더맨의 게임 목록
- 스파이더맨 (2000)
- 스파이더맨 2: 엔터 일렉트로
- 스파이더맨
- 스파이더맨 2(2004)
- 스파이더맨 2(2023)
- 스파이더맨 3
- 얼티밋 스파이더맨
- 스파이더맨: 뉴욕 전투 (2006)
- 스파이더맨: 친구 또는 적 (2007)
- 스파이더맨: 웹 오브 쉐도우 (2010)
- 스파이더맨: 섀터드 디멘션즈 (2010)
- 마블 얼티밋 얼라이언스 2 (2009)
- 스파이더맨: 엣지 오브 타임 (2011)
- 어메이징 스파이더맨 (2012)
- 어메이징 스파이더맨 2 (2014)
- 스파이더맨 언리미티드 (2013)
- 마블 히어로즈 (2013)
- 레고 마블 슈퍼 히어로즈 (2013)
- 디즈니 인피니티: 마블 슈퍼 히어로즈 (2014)
- 스파이더맨 (2018)
- 마블 얼티밋 얼라이언스 3 (2020)
- 스파이더맨: 마일즈 모랄레스 (2020)